# Salkosaari (ö i Norra Savolax, Inre Savolax, lat 62,79, long 26,47)
Salkosaari är en ö i Finland. Den ligger i sjön Konnevesi och i kommunen Rautalampi i den ekonomiska regionen  Inre Savolax ekonomiska region  och landskapet Norra Savolax, i den centrala delen av landet, 300 km norr om huvudstaden Helsingfors. Öns area är 1,7 hektar och dess största längd är 200 meter i öst-västlig riktning.